# Buick Centurion
Buick Centurion (Б’юік Центуріон) – модель легкового автомобіля великого розміру, яка випускалась американською автомобільною компанією Buick концерну General Motors з 1971 по 1973 модельні роки на ринок США. Замінивши Wildcat в якості спортивної моделі в лінійці трьох великих легкових авто марки Buick, вона стояла в ній між LeSabre і Electra. Назва Centurion була дана їй від концепт-кара Buick, чиєю назвою називали офіцера Римської армії. Емблемою авто не були традиційні три щити Buick, а боковий профіль центуріона.
Centurion ділив виконання набору оздоблення з Chevrolet Caprice, Pontiac Grand Ville і Oldsmobile Delta 88 Royale в кузовах хардтоп-купе, седан і кабріолет.

## Шоу-кар GM Motorama 1956 року

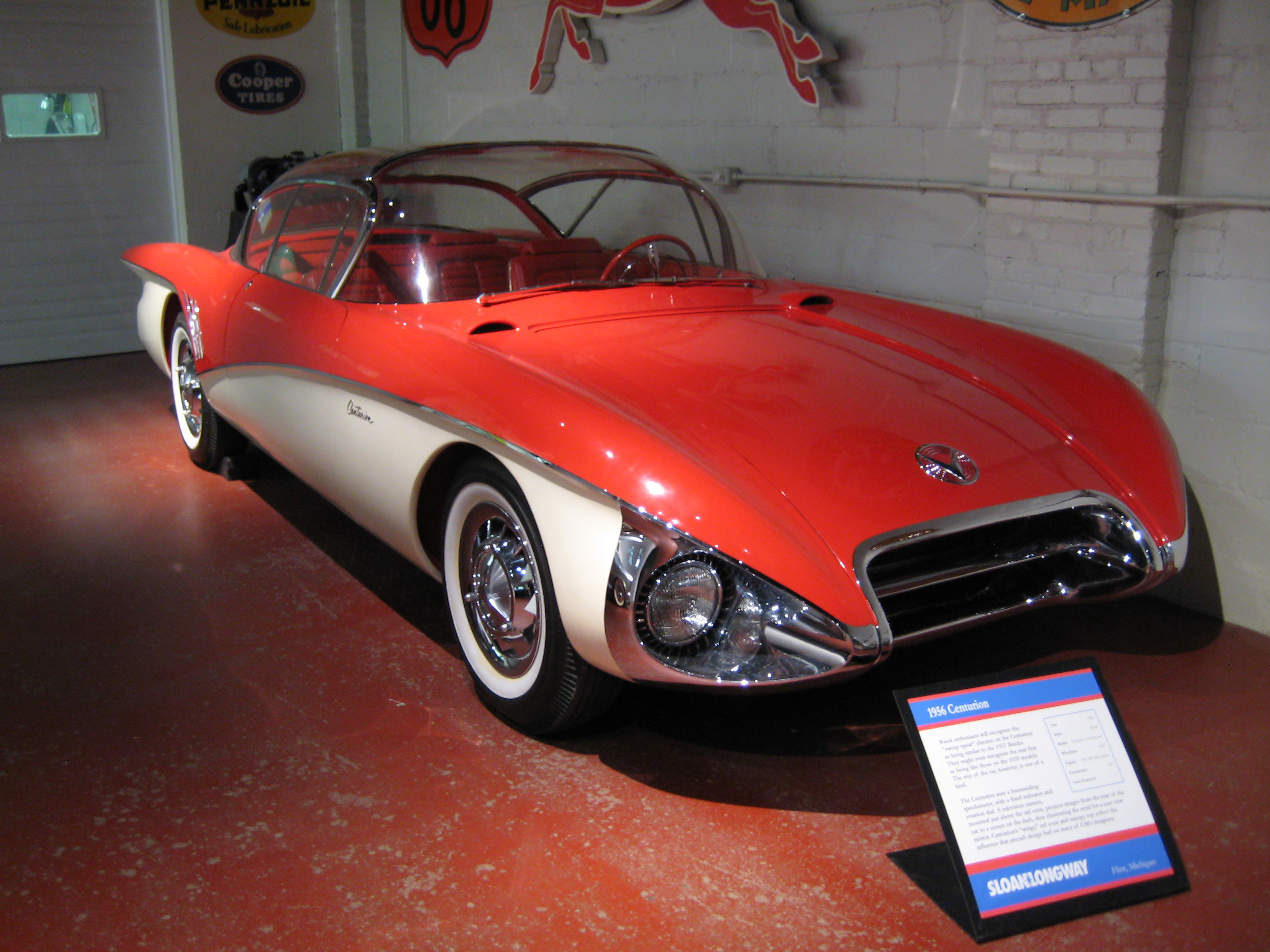
Концепт-кар 1956 року

Назва Centurion вперше використали на концепт-карі Buick в Motorama 1956 року. Вона мала червоно-білий кузов зі скловолокна, дизайн інтер’єру в авіаційному стилі, повністю прозорий дах-«бульбашка» і перша камера заднього ходу замість дзеркала, щоправда її функціональність ніколи не показували. Це авто в даний момент стоїть в музеї Sloan в Культурному центрі Флінта у Флінт, Мічиган.

## 1971–1973
Побачений вперше на концепт-карі, Centurion був майже ідентичним до тогочасного Buick LeSabre, відрізняючись значками і візерунком решітки, мінімальним хромованим оздобленням та відсутністю отворів VentiPort на інших великих легкових Buick. На вибір з кузовів були 2-дверний і 4-дверний хардтопи і кабріолет. Седана з опорами не було. 2-дверний хардтоп ділив гарну лінію даху напів-фастбек з LeSabre та іншими авто GM платформи B (такими як Chevrolet Impala Sport Coupe і Olds Delta 88) разом з вініловим дахом у стандарті.

### 1971

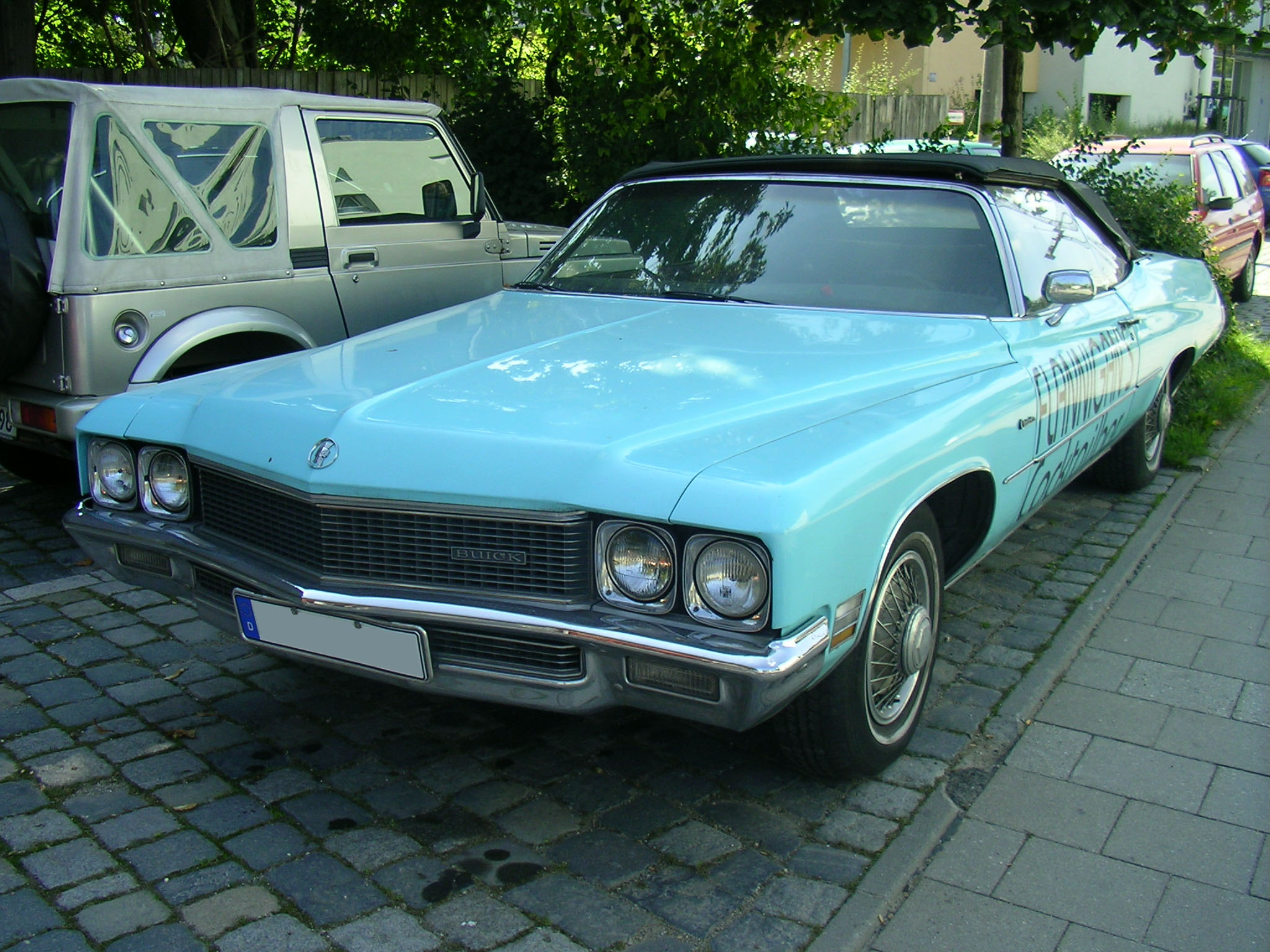
Кабріолет 1971 року

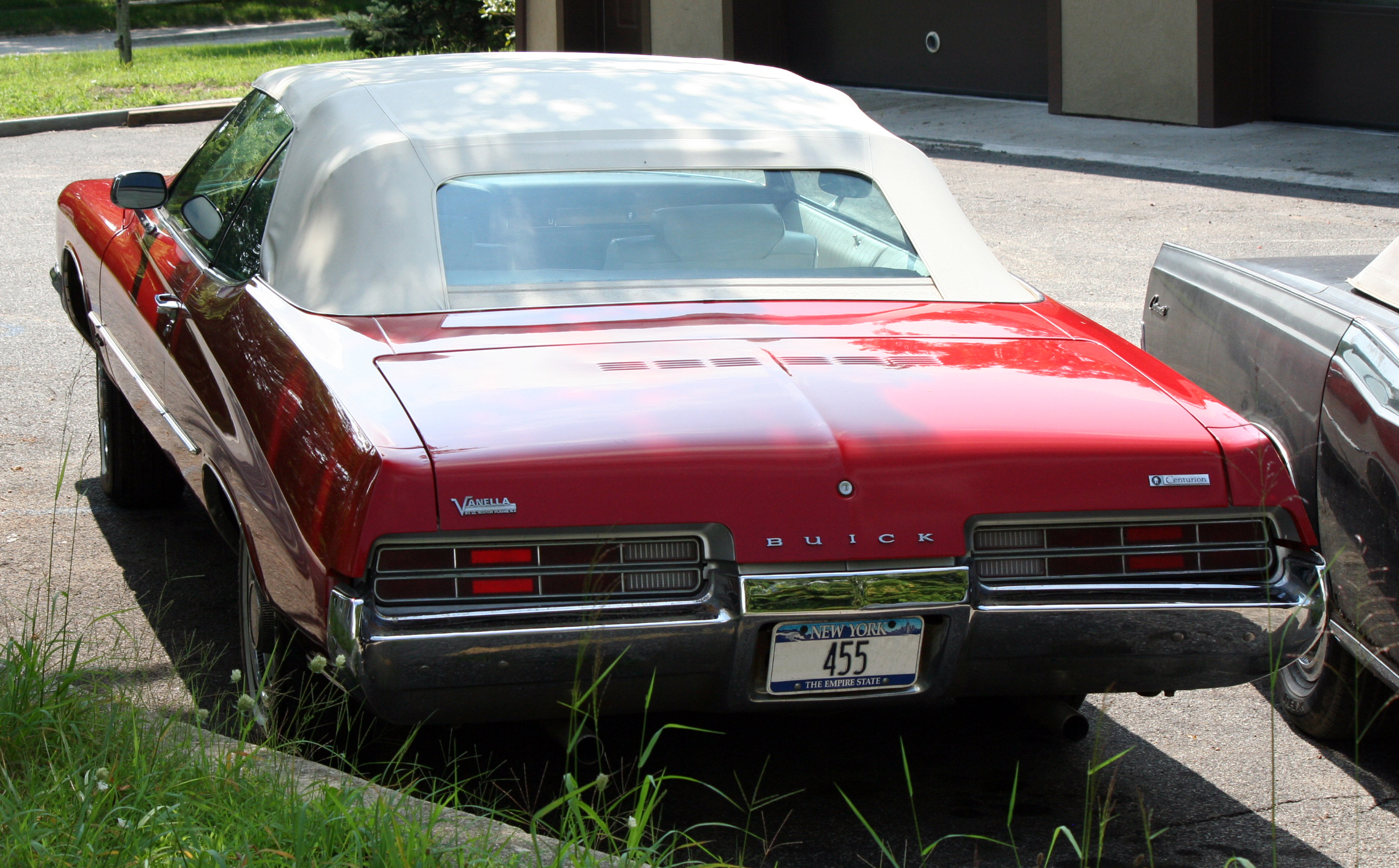

Замінивши Wildcat у середній лінійці Buick великого розміру між дешевшим LeSabre і більшим і більш розкішним Electra 225 платформи C, Centurion рекламували більше як розкішне авто середнього рівня, ніж Wildcat, яке продавали як спортивно-люксове динамічне авто. Centurion спочатку пропонували суто з 455-куб. дюймовим (7,5 л) двигуном V8 з великим блоком в двох показниках силової віддачі за наявності або ординарного, або подвійного вихлопу. Centurion 1971 року видавав 315 к. с. (235 кВт) при 4400 об/хв і 510 фунтів⋅фут (690 Н⋅м) крутного моменту при 2800 об/хв з базовим 455. Centurion також пропонувався з конфігурацією 455 Stage 1 та механічною трансмісією протягом ранньої частини 1971 модельного року. Вона була відома як Опція A9 і B6, під час замовлення авто. Також відрізняло модель від LeSabre те, що при замовленні чи впізнанні авто моделі Centurion, вона мала позначення 4P як перші дві літери у VIN-коді.
Оздоблення інтер’єру було покращене від LeSabre з диванним сидінням седана, яке мало центральний підлокітник у стандарті разом з більш розкішною тканинно-вініловою або повністю вініловою оббивкою.
3-ступенева автоматична трансмісія Turbo Hydra-matic стала стандартною на всіх моделях Centurion, так само як на дешевших LeSabre, в березні 1971 року. Підсилювач керма зі змінним коефіцієнтом та підсилювач передніх дискових гальм були в стандартному обладнанні протягом всього модельного року.
Сумарні продажі склали 29,398 екземплярів, перевершивши Wildcat майже на 25%.

### 1972

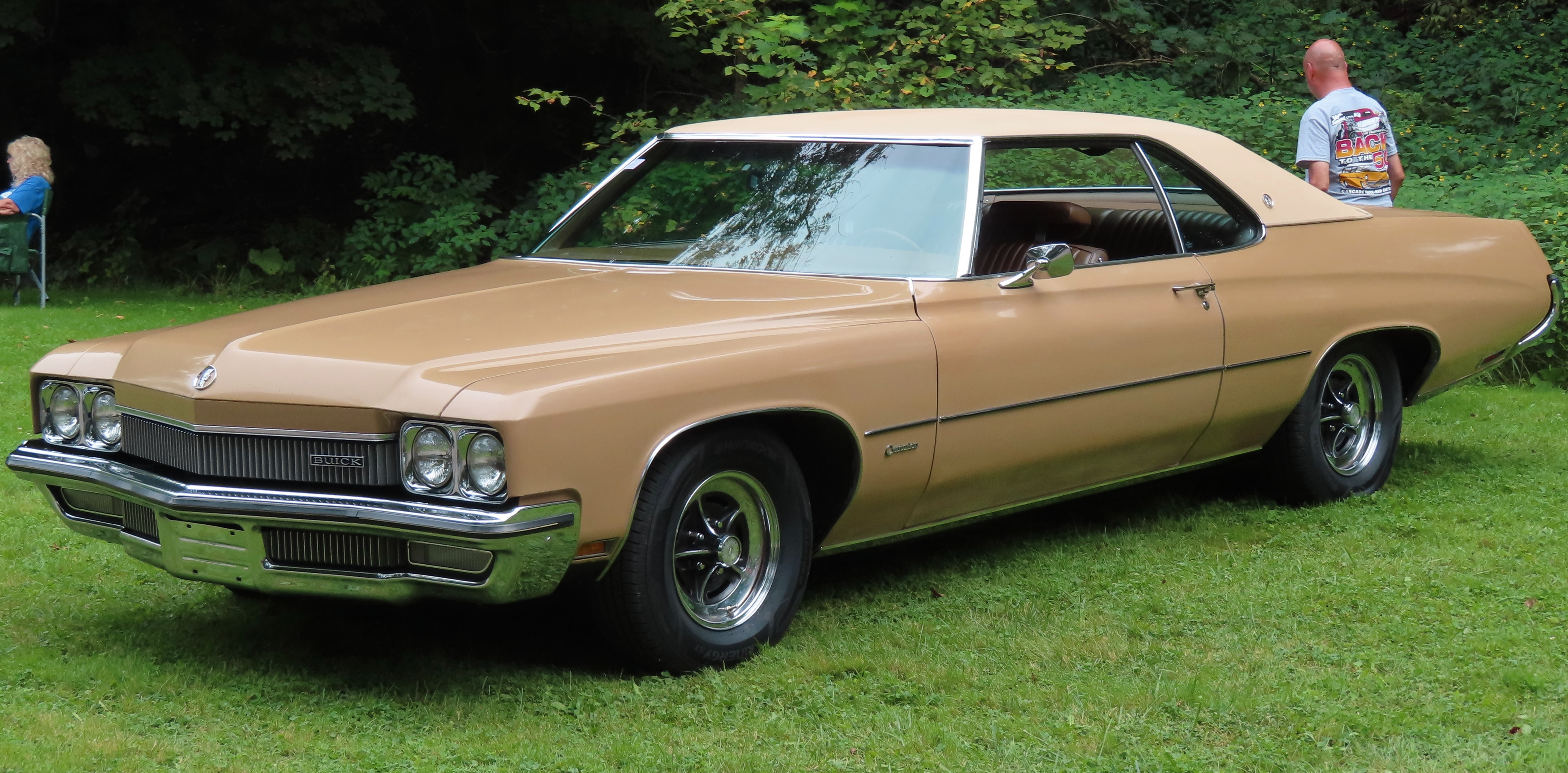
Хардтоп-купе 1972 року

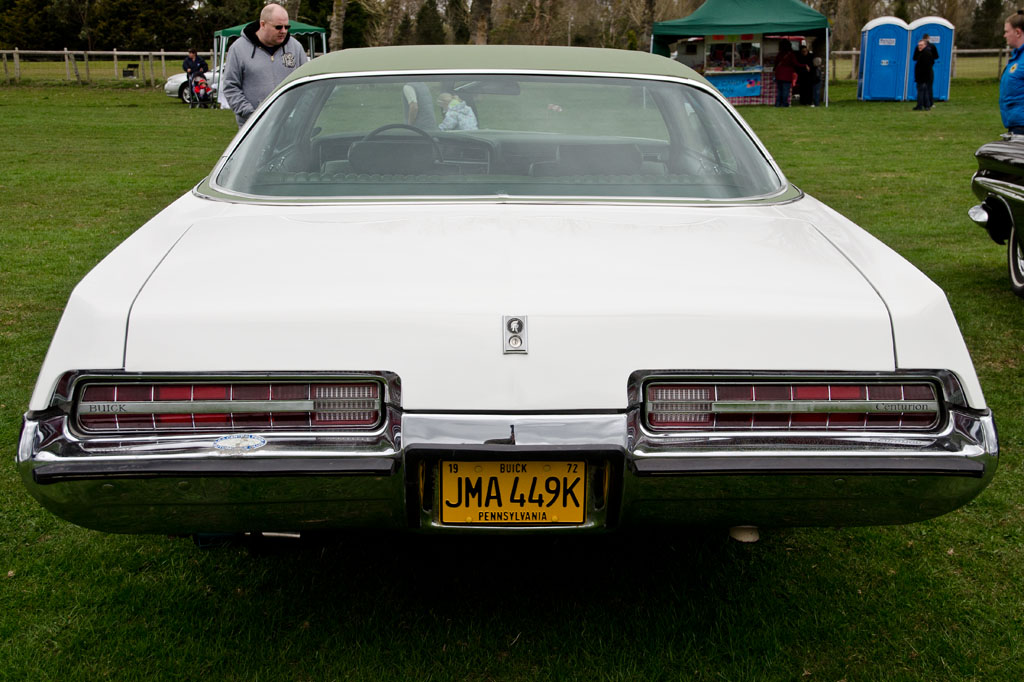

Centurion 1972 року мав незначні зміни зовнішності, включаючи оновлений візерунок решітки з вертикальними стовпцями і лінзи задніх ліхтарів.
Під капотом, стандартним і єдиним доступним агрегатом був 455-куб. дюймовий V8 з оцінкою потужності чистих 250 к. с., що представило "писане на папері" зменшення з оцінки повних 315 к. с. у 1971 році. Це було із-за широко-індустріальної зміни вимірювання потужності від методу брутто динамометром ззовні авто без жодних встановлених аксесуарів до методу нетто від SAE, в якому потужність вимірювалась зі аксесуарами і підключеним контролем викидів. Трансмісія Turbo Hydra-matic, підсилювач керма змінного коефіцієнту і підсилювач передніх дискових гальм були знову стандартним обладнанням.
Продажі виросли на понад 20%, до 36,165 екземплярів за модельний рік.

### 1973

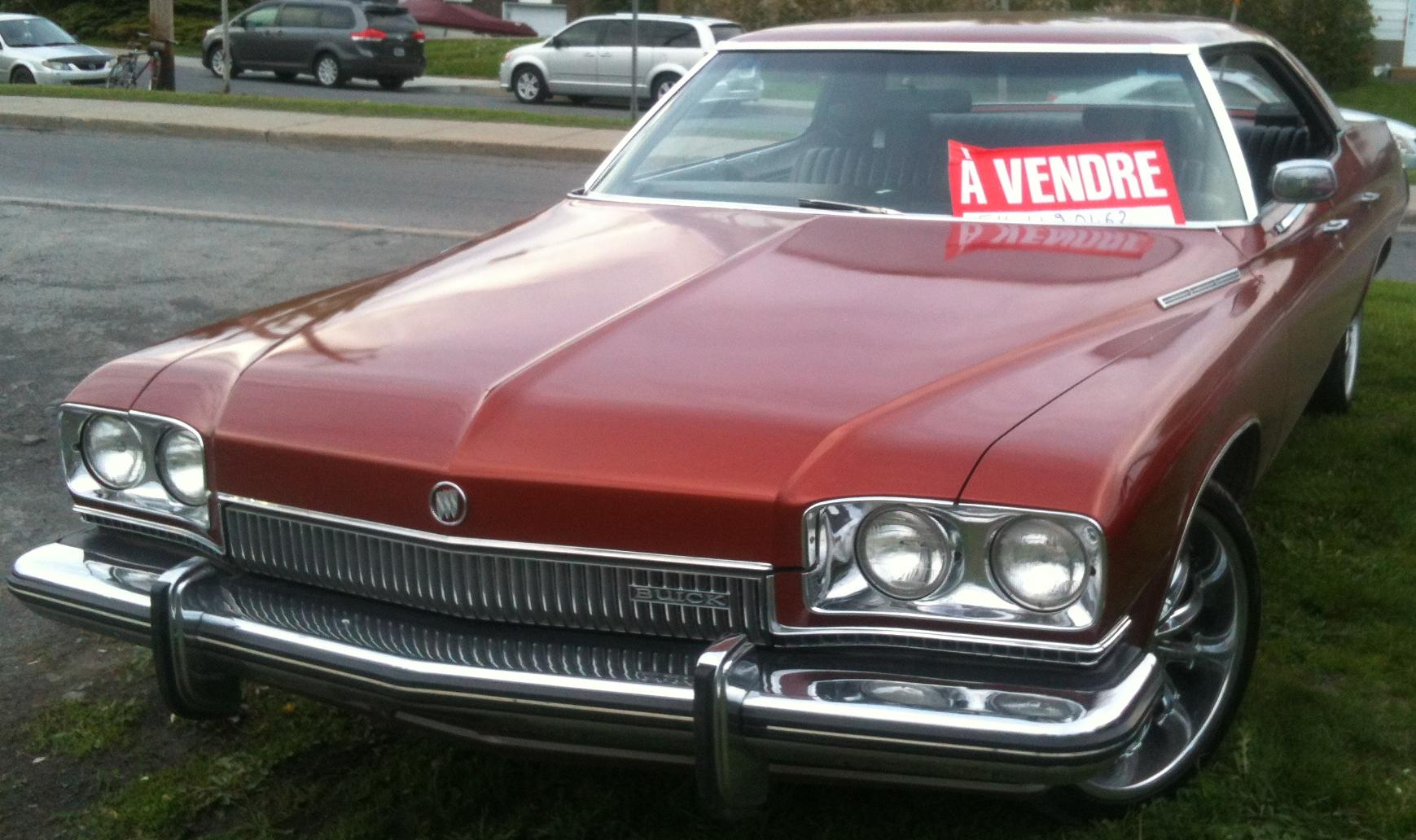
Хардтоп-седан 1973 року

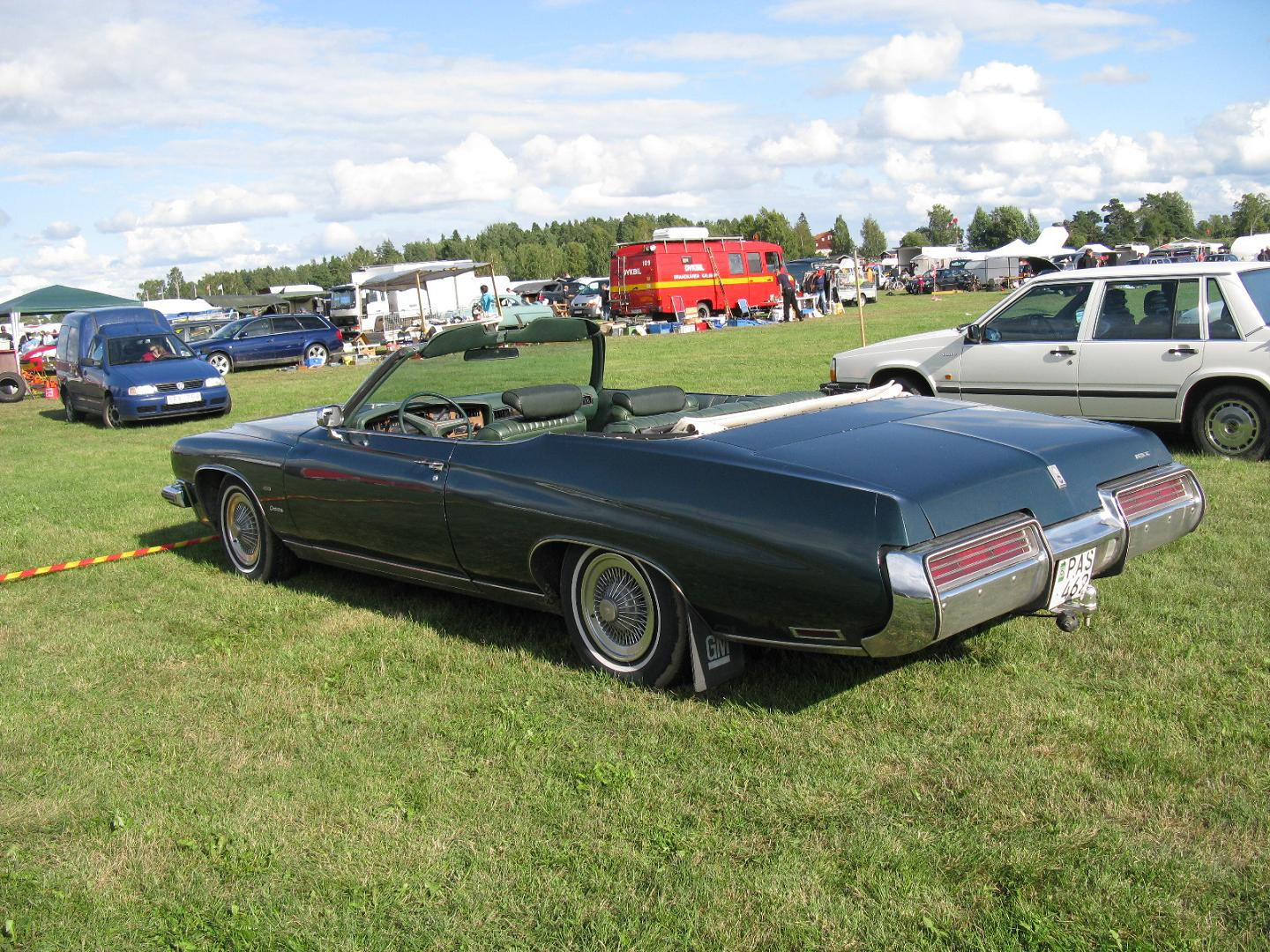

Centurion 1973 року мав більший передній бампер, який витримував удари до 5 миль/год (8 км/год) і нову вертикальну решітку радіатора, розділену з моделями LeSabre разом з оновленими задніми ліхтарями. 2-дверне хардтоп купе більше не мало стандартного вінілового даху і відмінне формальне заднє скло замінили на більше, розділене з купе LeSabre.
Під капотом, стандартний двигун понизили до 350 V8 з 4-камерним карбюратором, оціненого в чистих 175 к. с. 250-сильний 455 4-камерний тепер був опцією.
Тоді як з лінійки LeSabre кабріолет тимчасово зняли після 1972, а лінійка Buick середнього розміру (перейменована зі Skylark у Century на 1973 рік) назавжди втратила відкидний дах після 1972 модельного року, Centurion був єдиним кабріолетом Buick в 1973 році. Це був останній рік для серії Centurion, яку замінили в 1974 році на нову LeSabre Luxus, яка включала кабріолет, якого поновили в цю лінійку на ще два модельні роки. GM не мав ще одного кабріолета Buick, аж по Buick Riviera в 1982 році.
Сумарна кількість виготовлених Centurion склала 110,539 екземплярів, включаючи 10,296 кабріолетів. З лише трьома роками виробництва, Centurion є однією з моделей із найкоротшим часом існування в сучасній історії марки Buick.